# Hypsotropa
Hypsotropa is een geslacht van vlinders van de familie snuitmotten (Pyralidae), uit de onderfamilie Phycitinae.

## Soorten
- H. acidnias (Turner, 1904)
- H. adumbratella Ragonot, 1888
- H. albivenalis Hampson, 1912
- H. approximans Caradja, 1926
- H. atakorella (Marion, 1957)
- H. biscrensis Hampson, 1918
- H. climosa Dyar, 1914
- H. conquistador Dyar, 1914
- H. contrastella (Ragonot, 1888)
- H. costella Amsel, 1954
- H. chionorhabda Hampson, 1918
- H. diaphaea Hampson, 1918
- H. dyseimata (Turner, 1913)
- H. ematheudella Amsel, 1954
- H. endorhoda Hampson, 1918
- H. epischnioides Hulst, 1900
- H. euryzona (Meyrick, 1883)
- H. formosalis Strand, 1918
- H. fuscostrigella Ragonot, 1888
- H. fusifasciata Hampson, 1918
- H. graptophlebia Hampson, 1918
- H. grassa Strand, 1918
- H. heterocerella Hampson, 1896
- H. ichorella (Lederer, 1855)
- H. illectalis Walker, 1864
- H. infumatella Hampson, 1901
- H. lactealis (Rothschild, 1913)
- H. laropis (Turner, 1913)
- H. leucocraspis Hampson, 1918
- H. leucophlebiella (Ragonot, 1888)
- H. limbella Zeller, 1848
- H. mabes Dyar, 1914
- H. makulanella de Joannis, 1927
- H. monostidza Hampson, 1918
- H. niveicosta Hampson, 1918
- H. ochraceella Hampson, 1918
- H. ochricostella Hampson, 1918
- H. papuasella Ragonot, 1888
- H. paucipunctella Ragonot, 1895
- H. periphaea Hampson, 1918
- H. pervittella Hampson, 1918
- H. pleurosticha Turner, 1904
- H. plinthina Turner, 1905
- H. polyactinia (Hampson, 1901)
- H. polysticella Hampson, 1918
- H. psamathella Meyrick, 1879
- H. punctinervella Hampson, 1918
- H. purpurella Hampson, 1918
- H. pusillella (Ragonot, 1888)
- H. quadripunctella Hampson
- H. ramulosella Ragonot, 1895
- H. rhodochroella Hampson, 1918
- H. rhodosticha (Turner, 1904)
- H. rosectincta Janse, 1922
- H. roseotincta Janse, 1922
- H. rosescens Hampson, 1918
- H. sabuletella (Zeller, 1852)
- H. sceletella Zeller, 1867
- H. semiluteella Chrétien, 1922
- H. semirosella Ragonot, 1887
- H. solipunctella Ragonot, 1901
- H. subcostella Hampson, 1918
- H. syriacella Ragonot, 1888
- H. tenuicostella (Ragonot, 1888)
- H. tenuinervella Ragonot, 1888
- H. tintilla Dyar, 1914
- H. tripartalis Hampson, 1918
- H. unipunctella Ragonot, 1888
- H. vulneratella (Zeller, 1847)
- H. wertheimsteini Rebel, 1913
- H. zophopleura Turner, 1904